# Against
Against ist das siebte Studioalbum der brasilianischen Thrash-Metal-Band Sepultura. Es erschien am 6. Oktober 1998 bei Roadrunner Records und war das erste nach der Trennung von Sänger Max Cavalera Ende 1996.

## Entstehung und Stil
Wie schon bei Roots integrierte die Band einige Tribal-Einflüsse in ihre Musik. Es wirkten wie auch beim Vorgänger eine Reihe prominenter Gastmusiker mit. Das japanische Trommel-Ensemble Kodō steuerte Percussion-Elemente beim Stück Kamaitachi bei. Eine bearbeitete Version davon, Diary of a Drug Fiend mit dem Gesang von Mike Patton, wurde in letzter Minute vom Album genommen, weil man Sorge wegen des Textinhalts hatte.
Das Titelstück wie auch Choke – zu dem es auch ein Musikvideo gab – und Tribus erschienen als Singles. Das Video zu Choke zeigte Material des Konzerts Barulho Contra Fome (Noise Against Hunger), des ersten Auftritts der Against-Tour. Hierbei wirkte auch wie bei Roots der Xavante-Indianerstamm mit. Außerdem sind Mike Patton, Jason Newsted, Carlinhos Brown, Ur-Gitarrist Jairo Guedz und Coffin Joe zu sehen. 1999 begleitete die Band Metallica auf ihrer Südamerika-Tour.

## Rezeption
Steve Huey von Allmusic schrieb, „even if it's somewhat disappointing compared to the group's best work, it's much better than one might hope, and there are enough flashes of the old Sepultura brilliance to suggest that great things are still to come.“ („Auch wenn das Album verglichen mit den besten Alben der Gruppe etwas enttäuschend ist, ist es viel besser, als man sich erwartet hätte, und die alte Sepultura-Brillanz blitzt oft genug auf, um anzudeuten, dass noch großartige Dinge folgen werden.“) Er vergab drei von fünf Sternen.

## Titelliste
1. Against (1:54)
2. Choke (3:36)
3. Rumors (3:04)
4. Old Earth (4:28)
5. Floaters in Mud (4:58)
6. Boycott (3:10)
7. Tribus (1:38)
8. Common Bonds (2:58)
9. F.O.E. (2:08)
10. Reza (2:16)
11. Unconscious (3:37)
12. Kamaitachi (3:03)
13. Drowned Out (1:28)
14. Hatred Aside (5:13)
15. T3rcermillennium (3:55)
16. Gene Machine/Don't Bother Me (Bad Brains – Bonustitel der brasilianischen Version)
17. Prenúncio (Bonustitel der brasilianischen Version)